# Goiás
Goiás là một bang nằm ở trung tâm Brasil. Cái tên Goiás bắt nguồn từ cộng đồng người bản địa. Các bang tiếp giáp theo chiều kim đồng hồ bao gồm Tocantins, Bahia, Minas Gerais, Quận Trung tâm, Mato Grosso do Sul và Mato Grosso. Goiás cũng là bang đông dân nhất ở vùng.

## Liên kết
| Tìm hiểu thêm về Goiás tại các dự án liên quan |                                   |
| Tìm kiếm Wiktionary                            | Từ điển từ Wiktionary             |
| Tìm kiếm Commons                               | Tập tin phương tiện từ Commons    |
| Tìm kiếm Wikinews                              | Tin tức từ Wikinews               |
| Tìm kiếm Wikiquote                             | Danh ngôn từ Wikiquote            |
| Tìm kiếm Wikisource                            | Văn kiện từ Wikisource            |
| Tìm kiếm Wikibooks                             | Tủ sách giáo khoa từ Wikibooks    |
| Tìm kiếm Wikiversity                           | Tài nguyên học tập từ Wikiversity |

- (tiếng Bồ Đào Nha) Trang chủ Lưu trữ ngày 10 tháng 1 năm 2006 tại Wayback Machine
- (tiếng Anh) Brazilian Tourism Portal Lưu trữ ngày 12 tháng 12 năm 2007 tại Wayback Machine
- (tiếng Anh) Goiânia accident
- (tiếng Bồ Đào Nha) Historical Cities of Goiás Lưu trữ ngày 2 tháng 3 năm 2006 tại Wayback Machine
- (tiếng Anh) Map State of Goiás Lưu trữ ngày 27 tháng 9 năm 2007 tại Wayback Machine